# Gánti külfejtés 5. sz. barlangja
A Gánti külfejtés 5. sz. barlangja a Duna–Ipoly Nemzeti Parkban található Vértes hegységben, Csákváron lévő egyik barlang.

## Leírás
Csákvár külterületén, Gánt szélén, kőfejtőben helyezkedik el a sajátos morfológiájú, további kutatásra érdemes barlang. A barlangot legegyszerűbb Gánt D-i részéről megközelíteni. Az emlékmű mellett DK-re, a külfejtéses, rekultivált bauxitbányába vezető úton több mint 0,5 km-t kell menni, majd onnan csak gyalogosan érhető el a bányafal ÉNy-i vége. Az alsó bányaudvar ezen része felett megmaradt egy fejtési szint terasza, amely kb. 15×20 m területű. A felette lévő meredek vetőfal sziklafelületén (230/50°) egy jól látszó ferde törésvonal fut végig, először balra, majd jobbra felfelé emelkedve. Ebben a törésben, a terasz szintje felett kb. 5–6 m-re van a barlang bejárata.
A 0,3 m széles, 1,5 m magas, természetes jellegű (de részben átalakított), hasadék alakú, függőleges tengelyirányú barlangbejárat alulról nem vehető észre, sőt, vegetációs időszakban a tövében nőtt fák lombjai takarják. A sziklafalon szabad mászással könnyen fel lehet kapaszkodni hozzá. A bejárat egy 1 m-nél hosszabb, néhány deciméter széles rés, amit láthatóan véséssel kicsit tágítottak, de így is alig lehet átférni rajta.
Karsztvízszint alatti oldódás, korrózió miatt alakult ki a jelenleg inaktív barlang. Az üreg a törésvonal síkjához (110/60°) igazodva oldódott ki, meredeken lefelé tart, felső része pedig csak nagyon vékony testalkatúak számára járható. A hasadékhoz a ferde bejárat legfelső részén, ÉK-ről kapcsolódik egy gömbfülke, amely 1 m átmérőjű. A hasadékakna keresztmetszete megnyúlt szilvamaghoz hasonló, amely lefelé tágul. A befoglaló kőzet tektonikusan apróra tört dolomitbreccsa, mely vasas erekkel van átszőve. Néhol vörös színű a felületén lévő bemosódott bauxit. A hasadék alsó sziklafelülete aránylag sík, felül 55°, alul pedig 65° dőlésszögű.
A mennyezetet alkotó felső szikla síkját sűrűn tarkítják deciméter nagyságú gömbüstök, az oldott felületek pereme pedig nagyon éles. Az üstök belsejében finom boxwork-szerkezet látszik. Kiválási képződmény nincs a barlangban. Aljzatát bemosott talajjal kevert kőzettörmelék képezi, mely részben avarral van fedve. A felszínről némi üledék mosódik be napjainkban a járatba. Az üledékkitöltés ferdén hajlik a mennyezet alá. A barlangjáró alapfelszereléssel, sziklamászással járható barlang csak nagyon vékony látogatók számára járható. Engedély nem szükséges megtekintéséhez.
Előfordul a barlang az irodalmában Gánti külfejtés 5.sz. barlang (Polacsek 1990), Gánti külfejtés 5.sz. barlangja (Polacsek 1990), HU-HA (Molnár, Zentai 2008–2009), HUHA (Molnár, Zentai 2008–2009), Huzatok-barlangja (Molnár, Zentai 2008–2009), Huzatos (Szarka, Szolga 2006–2007), Huzatos-barlang (Polacsek, Ba 2017), Huzatos-hasadék (Szarka, Szolga 2006–2007), Vetőfali-barlang (Szolga 2008), Vetőfali-hasadék (Szolga 2010) és Vetőfal-mögötti-hasadék (Polacsek, Ba 2017) neveken is.

## Kutatástörténet
1990-ben Tóth Zoltán és Polacsek Zsolt (a Külker SC két tagja) felmérték a barlangot, majd a felmérés felhasználásával Polacsek Zsolt megszerkesztette a Gánti külfejtés 5.sz. barlangja hosszmetszet térképét és 2 keresztmetszet térképét. A térképek 1:100 méretarányban ábrázolják a barlangot. A hosszmetszet térképen megfigyelhető a 2 keresztmetszet elhelyezkedése a barlangban. A barlang a felmérés alapján 8 m hosszú és 6 m mély.
A Külker SC Barlangkutató Csoport 1990. évi jelentésében az olvasható, hogy a Gánti külfejtés 5.sz. barlang (Gánti külfejtés 5.sz. barlangja) a Gánti 3. sz. barlang alatt lévő falszakaszban, az egyik, bauxittal nagyon szennyezett dolomittábla falában, kb. 6 m magasan található. A csoport a Gánti külfejtés 5. sz. barlangját véletlenül találta meg. A kb. 8 m hosszú és 6 m mély barlang bejárata szűk, hasadékszerű. Kétségtelenül tektonikus eredetű az üreg, melyet nagyon nehéz bejárni. A barlang tulajdonképpen egy 90° dőlésű hasadék mentén jött létre. Alját kövekből és avarból álló álfenék alkotja. Életnyomokat és huzatot nem tapasztaltak az üregben a csoport tagjai. Feltáró kutatása célszerűnek tűnik, mert a hasadék alja eléggé tág már, de a szűk barlangbejárat miatt a kitermelt anyag felszínre szállítása nem lenne egyszerű. Elkészült a barlang térkép- és fénykép-dokumentációja. A barlang diafilmekből álló fénykép-dokumentációját Duzsik Róbert készítette el. A kézirathoz mellékelve lettek a barlang 1990-ben készült térképei.

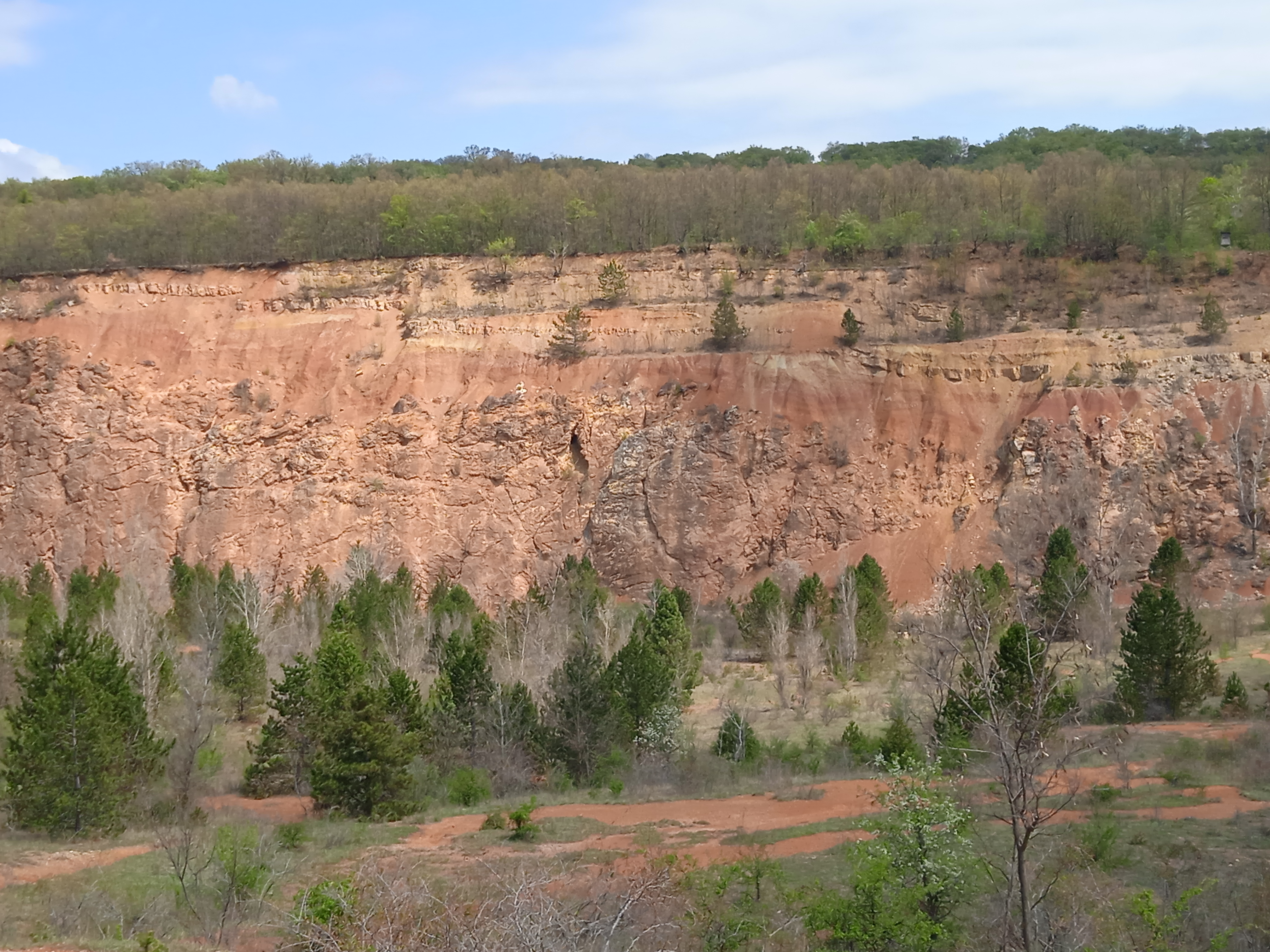
A Gánti külfejtés 5. sz. barlangját rejtő kőfejtő

Az Alba Regia Barlangkutató Csoport 2004–2005. évi évkönyvében szó van arról, hogy 2005. június 4-én, a barlangász juniálison Kocsis Ákos említette a csoport tagjainak a Hosszú-haraszt vetőfalában lévő, talpszintről elérhető, jelentős méretű hasadékot, amelyből a hűvös, hideg levegő nagy intenzitással áramlik ki. Ennek hatására a csoport öt tagja meg akarta tekinteni a hasadékot. Az útmutatás alapján megtalálták a faággal megjelölt hasadékot, amely a tetőről lehullott törmelékdomb tetején nyílik. Napsütötte kellemes délután volt, a hőmérséklet 27–28 °C, melyet tovább fokozott a zárt katlan és a sziklafal. A törmeléklejtőn felmászva, jól érzékelhetővé vált a szokatlanul hűvös és erős légáramlás, mely a hasadékból áramlott. (Mintha egy áruházi légkondicionáló berendezés lett volna maximális teljesítményre állítva.) A hasadék közelében, a törmelékkúp tetején kis állatok kiszáradt, de háborítatlan és ép tetemeit fedezték fel (fürge gyík, madár és kitinpáncélos rovar tetemét). A csoporttagok nem érzékelték gáz jelenlétét, csak a sok és hűvös levegő folyamatos áramlását.
A repedés a vetőfal közepétől balra helyezkedik el. Balról jobbra kb. 45°-os szögben tűnt el a falhoz támaszkodó törmelék mögött. A 20–25 cm széles hasadék jobbra 2 m hosszig volt belátható. Úgy lehetett látni, hogy a repedés a végén tágul és a fal mélységében folytatódik, arra merőlegesen. Kellemessé tette a sziklafal előtt felforrósodott levegőt a hasadékból kiáramló levegő. A repedésben lévő üdezöld, friss fűszálak az üdítő fuvallatban hajladoztak. Pajszerrel, ásóval és lapáttal kezdték el bontani, eltávolítani az agyagból és bauxitból álló halmot. Eleinte csak egy ember dolgozott, majd ketten is hozzáfértek a halom tetejéhez. Gyorsan haladtak a kúp tetején, gyorsan eltávolították a laza bauxitot, de a sziklatetőről az évek során lehullott és megkötött agyaggal már nehezebb dolguk volt, ahhoz csákány kellett, de az nem volt nekik. 30 cm vastag törmeléket távolítottak el, de az agyag és bauxit mindinkább keményebb lett, ezért sötétedés előtt abbahagyták a bontást. (Bíztak a másnapban és a hatékonyabb szerszámokban.)
Másnap Gánton sikerült szerezniük egy csákányt, de nem a legmegfelelőbb eszközt, a bányász helyett a fakitermelő változatot. Sokat segített a csákány, de a bauxit és agyag keveréke egyre keményebbé, kötöttebbé vált, ezért lassan haladt a munka. Most is csak ketten tudtak egyszerre dolgozni. Aznap további 20 cm-rel mélyítették a halmot. November 12-én, hétvégén négyen megint elutaztak Gántra megfelelő szerszámokkal. A hasadéknál a nyár elején tapasztalt, intenzív kiáramlás már nem volt érezhető, inkább nagyon lassú és befelé irányuló volt a légmozgás. A kiélezett bányászcsákány ekkor már nagyokat harapott a hasadékot eltakaró, bauxitos agyagból, de így is nagyon fárasztó és küzdelmes volt a munka. Lassan elértek egy vékony, kb. 10 cm vastag dolomitfalhoz, amely kívülről a továbbiakban lezárja a repedést lefelé. Azért nem érzékelték a csoport tagjai korábban a levegő erős kiáramlását, mert a hasadék akkor még több méter magasságban volt, és csak a később lehullott törmelékkúp tette lehetővé a repedés megközelítését. A hasadék lezáródásának volt egy pozitív következménye is, megakadályozta, hogy a járat eltömődjön a fal tetejéről lehullott törmelékkel. Sötétedésig dolgoztak és kb. 30 cm agyagot távolítottak el. Tervezték, hogy még legalább egy méter anyagot eltávolítanak a sziklafaltól, ezzel talán át lehet jutni a hasadék bejáratán.
A beáramló levegő miatt feltételezték, hogy füstjelzéssel láthatóvá lehet tenni a vetőfal repedéseinek összefüggéseit. A nyári intenzív levegőkiáramlás véleményük szerint csak nagyméretű tárolótér esetén jöhet létre. Ez biztosítja a hatalmas, hűvös légtömeget a külső hőmérséklet és légnyomás hatására. Szűk résekben, hasadékokban nem jöhet létre ilyen mértékű áramlás, mert az áramlási veszteségek hamar felemésztenék annak energiáját. Elképzelésük szerint a hasadék jelentős méretű barlangteremmel, barlangjáratokkal van kapcsolatban, amelyek csak arra várnak, hogy megtalálják és felfedezzék őket. Az évkönyvbe bekerült négy, olyan színes fénykép, amelyek bemutatják a Gánti külfejtés 5. sz. barlangját és környezetét. Az első fényképen a Gánt melletti felhagyott bauxitbánya vetőfala látható. A kép középső részén helyezkedik el a hasadék. (A fényképen azonban nem látható a hasadék.) A második fényképen a hasadék előtt lévő törmelék eltávolításának megkezdése figyelhető meg. A harmadik fényképen a huzatos hasadék belseje, a negyedik fényképen (a háttérben, felül) pedig a hasadéknál folyó bontómunka van bemutatva. A fényképeket Molnár Gyula készítette.
Az Alba Regia Barlangkutató Csoport 2006–2007. évi évkönyvében az van írva, hogy a Huzatos-hasadék (4521-es barlangkataszteri terület, Gánt, hosszú-haraszti vető) GPS koordinátái: 47°23'13,8" (északi szélesség), 18°23'39,7" (keleti hosszúság). (Hiba: 10,5 m.) A barlang bejárata 211 m tszf. magasságban van. A Vaskobak-barlang a Huzatos-hasadéktól DK-re, kb. 30 m-re helyezkedik el. 2006. április 1-jén a Huzatos-hasadékból kifelé áramló gyenge légmozgást lehetett érezni délben. A hasadék belső hőmérséklete +4,8 °C (kb. –2 m-nél), a külső hőmérséklet pedig +19,2 °C. A hőmérsékletet Lakatos János, Molnár Dávid, Molnár Gyula és Zentai Ferenc mérték. 2006. július 19-én a hasadékból kiáramló levegő hőmérsékletét Molnár Dávid, Molnár Gyula és Zentai Ferenc megmérték. Ez a levegő a mérés szerint 15 °C-os, míg kint (árnyékban) 30 °C-ot mértek. Ekkor bontva lett a hasadék előtt lévő törmelékkúp.
A hasadékba 2006. augusztus 10-én belógatott hőmérő 12 °C-ot mutatott, kint 19 óra 40 perckor pedig 17 °C volt. Molnárné Oláh Erika, Molnár Dávid, Molnár Gyula és Zentai Ferenc ekkor a Huzatos-hasadék hosszú ferde hasadékában három helyen mértek légáramlási sebességet. Az eredmény: fent: v = 0,6 m/s, középen: v = 0,9 m/s, lent: v = 0,9 m/s. Mindhárom adat kihúzó irányú légáramlásra vonatkozik. A szén-dioxid tartalom (10 szívásból számítva) 10 mg/l = 0,53 tf%. 2006. november 11-én Lakatos János, Molnár Gyula és Zentai Ferenc a  hasadéknál befelé húzó légáramlást észleltek, a huzatmérő fluktuációt jelzett, de kint is fújt a szél. 11 órakor a hasadékban 0,5 m-re a hőmérséklet 6 °C, kívül pedig 11 °C. A hasadék előtti törmelékhalmot 14 óra 30 percig bontották a csoport tagjai. 2007. április 8-án Molnár Gyula, Rutz Ferenc és Zentai Ferenc a hasadékból enyhén kifelé húzó, pulzáló, 0,6–1 m/s közötti sebességű légáramlást mértek. A hasadékban 1 m-nél mért hőmérséklet 7,5 °C, a külszíni hőmérséklet pedig 8,1 °C (10 órakor). A botra felszerelt, kb. 3 m-re bedugott gyertya folyamatosan égett, de a megszokottól kissé vörösebb volt a lángja, ami a párásabb levegőn kívül azt is jelezheti, hogy némi szén-dioxid van jelen a levegőben. A tagok ezen a napon megpróbáltak sokat eltávolítani a hasadék előtt lévő törmelékkúpból.
2007. április 28-án a hasadékból kiáramló levegő sebessége több mint 0,9 m/s (ekkora a használt műszer maximális méréshatára), a külszíni hőmérséklet pedig 9 °C. Ezen a napon a méréseket Lakatos János, Molnár Gyula, Németh Tibor és Zentai Ferenc végezték. 2007. május 13-án ugyanők horgászbottal, kamerával, monitorral, akkumulátorral és műszerekkel (stb.) mentek a hasadékhoz, hogy a leendő barlangba belenézzenek. A vizsgálat azonban nem hozta meg a várt eredményt, mert a monitoron csak azt lehetett látni, hogy a lyuk körüli sziklákon kívül csak egy nagy fekete lyuk (de mekkora!?) van. A távkamerás kísérlet eredménytelen volt, mert a monitoron látható kép, amely a hasadékban 4 m mélyen készült, nem volt értékelhető. 13 órakor a hasadékba 1,5 m mélyre belógatott hőmérő szonda 10 °C benti, majd kiemelve 23 °C külszíni hőmérsékletet mért. Ugyanakkor a kifelé áramló huzat 1 m/s.
2007. június 9–10-én Molnár Gyula és Zentai Ferenc által a Huzatos-hasadéknál mért huzatsebesség adatok: 9-én 10:00-kor 1,25 m/s (kiáramló), 16:30-kor 1,25–1,5 m/s (kiáramló), 19:40-kor pedig 1,12 m/s (kiáramló). 10-én 6:20-kor 0,75 m/s (kiáramló). A kiáramló levegő szén-dioxid tartalma (Dräger-pumpával, 10 szívás alapján számítva) 9-én 10:00-kor 0,3%. A kiáramló levegő relatív páratartalma 9-én 10:30-kor 74%. A kiáramló levegő hőmérséklete 9-én 10:30-kor 14,7 °C, 17:40-kor 14,1 °C, 19:40-kor pedig 13,4 °C. A hasadékba belógatott puffervíz hőmérséklete 9-én 16:30-kor 12 °C, 10-én 6:20-kor pedig 13,4 °C.
A csoport tagjai a hosszú-haraszti vetőfalnál távolságméréseket végeztek mérőszalaggal, a jellegzetes pontok koordinátáit pedig GPS készülékkel határozták meg. A méréseknek az volt a célja, hogy a rendelkezésre álló térképre rákerüljenek a terület karsztos üregei. A méréseket a Huzatos-hasadéktól (0 méter) kezdve a Motoros-feljáróig (290 m) végezték. A Huzatos-hasadék aljától a fal első barlangjáig a távolság 58 m, a barlang talp feletti magassága pedig kb. 15 m. Ettől kb. 15 m-rel magasabban van egy ismeretlen odú. GPS koordináták: N 47°23'13,1", E 18°23'40,9". A kezdőponttól 166 m-re van az Iker-odú. A 0 ponttól 184 m-re van a Ramaty-odú. A vetővég a mérés kezdőpontjától 290 m-re van. GPS koordináták: N 47°23'7,1", E 18°23'48,9". 2007. szeptember 16-án Molnárné Oláh Erika, Molnár Gyula és Zentai Ferenc mérték a Huzatos-hasadékból kiáramló levegő maximális sebességét (0,7 m/s), a kiáramló levegő hőmérsékletét (13,1 °C) és a külszíni hőmérsékletet (20,4 °C). 2007. november 3-án Lakatos János, Molnár Gyula, Németh Tibor és Zentai Ferenc a hasadéknál a kinti hőmérsékletet 19,8 °C-nak, a hasadékban pedig 11,1 °C-nak mérték. A kifelé áramló huzat sebessége 0,45 m/s. Ugyanakkor folytatták a hasadék előtti törmelékkúp elbontását, amellyel meglepően jól haladtak.
A csoport megállapította, ha a bányakatlan levegőjének hőmérséklete magasabb, mint a Huzatos-hasadék hőmérséklete, akkor a hasadékból kifelé áramlik a levegő. Ennek intenzitása arányos a hőmérséklet-különbséggel. Ekkor a hasadék levegőjében megjelenik nyomokban a szén-dioxid, de a Vaskobak-barlang levegőjében magas, életveszélyes értéket érhet el. Ekkor megindul a Hamvas-barlangból is a kifelé áramló huzat. Ha megközelíti a környezet levegőjének hőmérséklete a Huzatos-hasadék levegőjének hőmérsékletét, akkor leáll a légmozgás. A Vaskobak-barlangban is áll a levegő és megmarad a magas szén-dioxid szint is (a barlangban továbbra is fennáll az életveszély). A Hamvas-barlangban sem észlelhető légmozgás. Ha a környezet levegőjének hőmérséklete sokkal alacsonyabbra süllyed, mint a Vaskobak-barlang és a Hamvas-barlang levegőjének hőmérséklete, akkor a Huzatos-hasadékba betör a levegő és gyenge befelé áramlás kezdődik. A Vaskobak-barlang levegője kitisztul, csak nyomokban mutatkozik benne szén-dioxid, a Hamvas-barlangban pedig nem történik változás.
A csoport célszerűnek látja a Huzatos-hasadék további bontását, mert a rendkívül erős légáramlás nagy belső tárolótér meglétére utal, de a kőkeményre összeállt, tömörödött törmelékdomb, illetve a szűk hasadék nagyon nehezíti a munkát. Fúrógép, kőhasító- és vésőeszközök használatát igényli a munka. A tagok fontosnak tartják a Huzatos-hasadékban, a Vaskobak-barlangban, a Hamvas-barlangban és a környezetükben mért levegő-hőmérséklet és levegő-páratartalom napi (és szezonális) menetének rögzítését, de a légáramlások, szén-dioxid tartalom eseti mérését is.

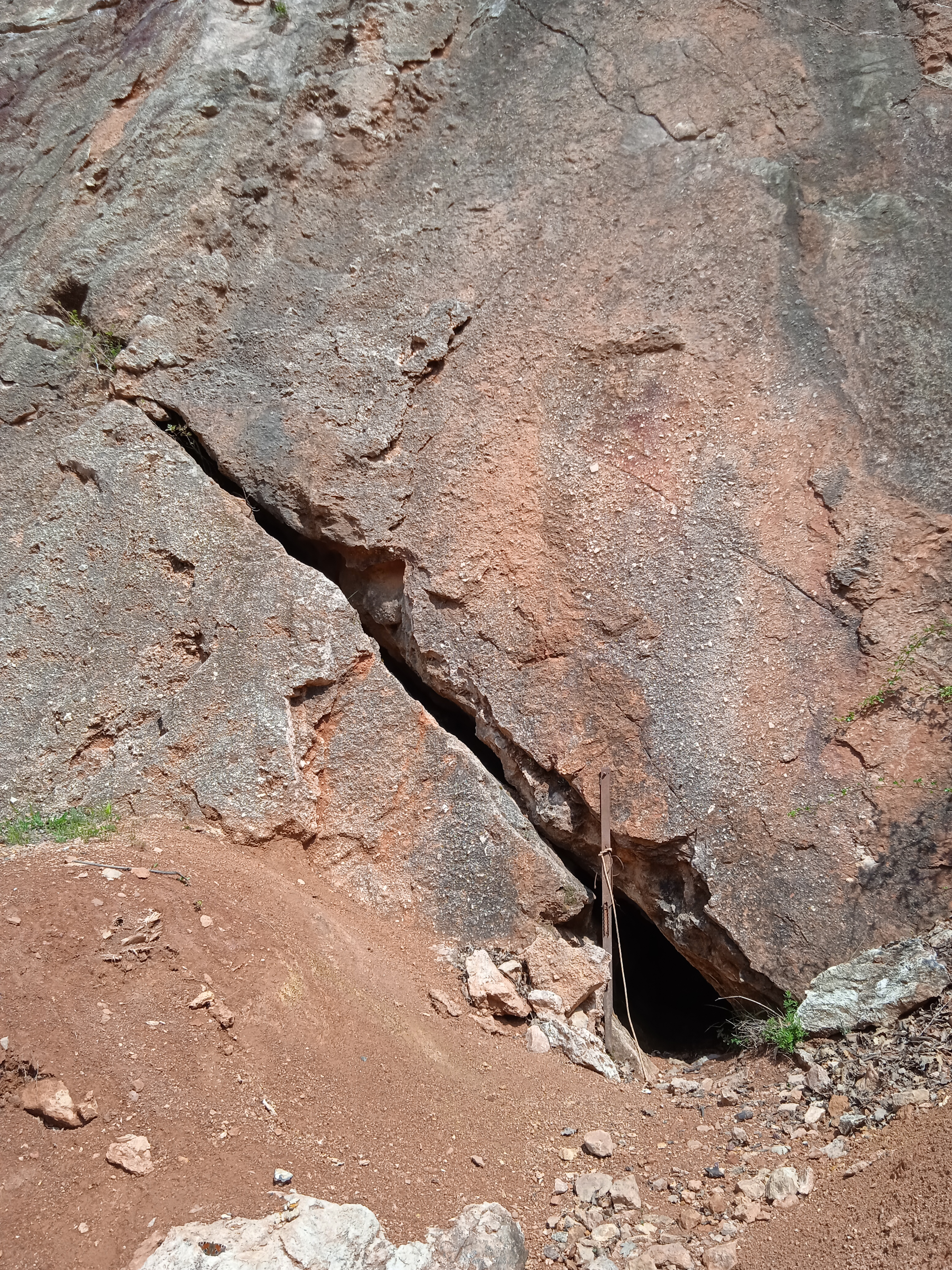
A Gánti külfejtés 5. sz. barlangja bejárata

A kéziratba bekerült a hasadék bejárati rajza. A rajz 1:20 méretarányban ábrázolja a barlang bejáratát. A rajz elkészítéséhez a hasadékot Molnár Gyula és Zentai Ferenc mérték fel 2007-ben. A rajz szerint a huzataktív felület kb. 0,3 m², átlagos huzatsebesség kb. 1 m/s, átlagosan kiáramló levegő kb. 25 000–30 000 m³/nap, a vetőtükör átlagos dőlése (vízszinteshez viszonyítva) pedig kb. 70°. Az évkönyvben van öt színes fénykép, amelyek bemutatják a barlangot és annak kutatását. Az első fényképen a hasadéknál végzett hőmérséklet- és huzatmérés figyelhető meg. A második fényképen a mérésnél használt huzatmérő és a huzatmérő által mutatott érték van bemutatva. A harmadik fényképen a hasadéknál Dräger-pumpával végzett szén-dioxid mérés figyelhető meg. Ezeket a fényképeket Molnár Gyula készítette. A negyedik fénykép a hasadéknál végzett bontómunkát szemlélteti. A fényképet Zentai Ferenc készítette. Az ötödik fényképen a hasadékba belógatott távkamera által készített kép látható. A fényképet Molnár Gyula készítette.
A barlang 2008. január 19-én, kutatócsoport jelentése és BTI kataszteri felvétel alapján készült nyilvántartólapja szerint a 4521-21 barlangkataszteri számú Gánti külfejtés 5.sz. barlangja a Vértes hegységben lévő Csákváron (Fejér megye) található. Az üreg bejáratának koordinátái: X: 227303, Y: 600633, Z: 223. Hegyoldalon lévő kőfejtőben, nyílt terepen, sziklafalban van a barlang 0,3 m széles, 1,5 m magas, természetes jellegű (néhol átalakított), hasadék alakú és függőleges tengelyirányú bejárata. A vázlatosan felmért barlang 8 m hosszú, 6 m függőleges kiterjedésű, 1 m magas, 5 m mély és 5 m vízszintes kiterjedésű. Felső triász dolomitban (fődolomit) húzódik az üreg. A barlang kialakulását előkészítette a tektonika. Az üreg karsztvízszint alatti oldódás és korrózió miatt jött létre, de jelenleg inaktív. Az egyszerű, egyszintes (hasadék, akna) térformájú barlang talpa lejt, és jellemző szelvénytípusa a hasadék, szilvamag. Az üregben akna, gömbfülke, gömbüst és mennyezeti csatorna van.
Breccsazóna és boxwork-szerkezet figyelhető meg benne. Szervetlen, helyben keletkezett törmelékkitöltése kőzettörmelékből áll. Szerves kitöltése: avar, alga, illetve némi talaj és humusz. Előfordul a barlangban pók és rovar. Időszakosan csepegő víz jelenik meg az üregben. Tematikus feldolgozás: térkép, fénykép, kataszter, leírás. A barlangot 1990-ben fedezte fel Polacsek Zsolt és Tóth Zoltán. 1990-ben lett először említve a barlang az irodalomban (Külker SC Barlangkutató Csoport 1990. évi jelentése). A kissé megváltoztatott barlang taposott aljzatú. A terepjáróval, majd gyalog, sziklamászással megközelíthető, sziklamászással és barlangjáró alapfelszereléssel járható barlang megtekintéséhez nem szükséges engedély.
Illetékes természetvédelmi hatóság: Közép-dunántúli KTVF. A barlang felszínének védettsége: Vértesi Natúrpark. A barlangbejárat az állam tulajdonában lévő területen (bauxitbánya) van. A képződménymentes barlang természetes állapotát némileg veszélyezteti a feltöltődés. A barlang felső harmada annyira szűk, hogy Futó János csak 2 m mélységig fért bele, ezért az alsó rész leírása csak szemrevételezés, valamint a felfedezők által közöltek alapján készült. A barlang térképe csak térképvázlatnak tekinthető, mert hiányoznak róla az irányok, és a dőlésadatok sem pontosak. Mivel szűk a hasadék, ezért nem sikerült feltérképezni a barlangot. A bejárat felett található sziklafalról gyakran pereg le kő. A kézirathoz kapcsolódó dokumentumok: 7 fénykép (bejárat, távolról készült, belül készült), térkép.
Az Alba Regia Barlangkutató Csoport 2008. évi kutatási jelentésében az olvasható, hogy 2008-ban a kis Vetőfali-barlangot többször is elárasztotta a magas szén-dioxid tartalmú levegő. A vetőfal hasadékának alsó részét a csoporttagok tovább mélyítették a kitöltés szintjének süllyesztésével. Ezzel egy kúszva járható, 3 m hosszú részen átbújva bejutottak egy némileg tágabb üregrészbe, ahol fel lehet állni. A morzsalékos dolomitbreccsás kőzetfalakkal határolt, hasadékjellegű barlangjárat innen felfelé, a befoglaló vetőfaltól kissé távolodva folytatódik. Az álmennyezetet alkotó omladéktömbök között látszanak egy másik üreg jelei, de ennek alulról feltárása reménytelennek tűnik az omlásveszély miatt. A Vetőfali-barlang kb. 12–15 m hosszú.
Az Alba Regia Barlangkutató Csoport gánti kutatókollektívájának 2008–2009. évi évkönyvében az van írva, hogy az évkönyvben ismertetve van a kollektíva által kutatott 4521-es barlangkataszteri terület új üregeinek, barlangjainak (pl. a Huzatok-barlangja) 2008–2009-ben történt feltárása, kutatása. A Huzatok-barlangja (Huzatos-hasadék) légáramlási viszonyai, klímamérésének adatai arra utalnak, hogy a nyári intenzív levegő-kiáramlás a barlang még ismeretlen, belső szakaszaiból történik. Ez a belső szakasz nincs közvetlen, közeli kapcsolatban a felszínnel. 2008. május 2-án Lakatos János, Molnár Gyula és Zentai Ferenc megállapították, hogy a Huzatos-hasadékból kb. 12 órakor 0,8–1,5 km/óra (0,27–0,5 m/s) sebességgel áramlott ki a levegő, melynek 7,9 °C volt a hőmérséklete a külszíni 12,4 °C-kal szemben. A mérések után tovább bontották a bejáratot elzáró omladékdombot és belyukadtak (két csákány hegyét feláldozva) egy kicsi, kb. 0,5 m³-es terembe, amely jól bontható és üregesedik.
2008. május 10-én Lakatos János, Molnár Gyula és Zentai Ferenc megállapították, hogy a Huzatos-hasadékból 11 óra 45 perckor 0,6 m/s sebességgel kiáramló levegő hőmérséklete 11,2 °C (1000,1 mbar légnyomás és 24,9 °C külszíni hőmérséklet mellett). Ezen a napon is folytatták a hasadéknál a bontómunkát. 2008. május 18-án Molnár Gyula, Németh Tibor és Zentai Ferenc 10 órakor megmérték, hogy a hasadéknál a légnyomás 982,7 mbar, 10 óra 45 perckor a külszíni hőmérséklet 26 °C, 11 óra 30 perckor 36,8 °C, ugyanekkor a barlang lejáratának hőmérséklete 10,3 °C. A barlang bejáratánál mért huzat 11 órakor 0,4 m/s, 11 óra 30 perckor pedig 0,3 m/s. Eltávolították a hasadék bejáratának beszorult köveit. Támaszrönköt szabtak le és raktak be. 2008. augusztus 22-én a csoport megállapította, hogy a hasadékot alaposan kimosták az augusztusi esőzések. 2008. augusztus 30-án 18 óra 12 perckor a hasadékból kifelé áramlott a 13,4 °C hőmérsékletű levegő.
2008. szeptember 14-én a hasadék bejárati futóárka lett bontva, majd miután kimerültek a fúróakkumulátorok az itt gyakorló Lakat Ferencék felajánlották benzinmotoros kis fúrógépüket. Ezzel kb. 10 lyuk lett kifúrva, nagy részüknél sikeres volt a repesztés is. Az egyik vékony, sziklamászást gyakorló tanuló átjutott a hasadékjáratban lévő nagy kő felett a túloldalra, de mivel nem volt nála lámpa, ezért csak arról tudott beszámolni, hogy egy kb. 0,5 m átmérőjű, lemászásra is alkalmasnak tűnő lyukat észlelt. A nagy kő ketté lett repesztve, de így sem tudták kiszedni. A hasadékban megszűnt, vagy nagyon lecsökkent a huzat a csekély hőmérséklet-különbség következtében (nem érezhető és nem mérhető légmozgás). 2008. szeptember 28-án (egész nap) a hasadék bejáratában található kőtömböt próbálták meg eltávolítani, de sikertelenül. Romhányi Balázsék megígérték, hogy segítenek eltávolítani a követ. 2008. október 10-én Romhányi Balázs és Lakatos János eltávolították a követ, majd érkezett Molnár Gyula, és bejárták a kb. 20 m hosszú új barlangot. 2008. október 12-én Molnár Gyula, Németh Tibor, Zentai Ferenc, Gyolcsos Ferenc és fia tágították a Huzatos-hasadék bejárati hasadékát, bejárták a barlangot és fényképeztek benne.

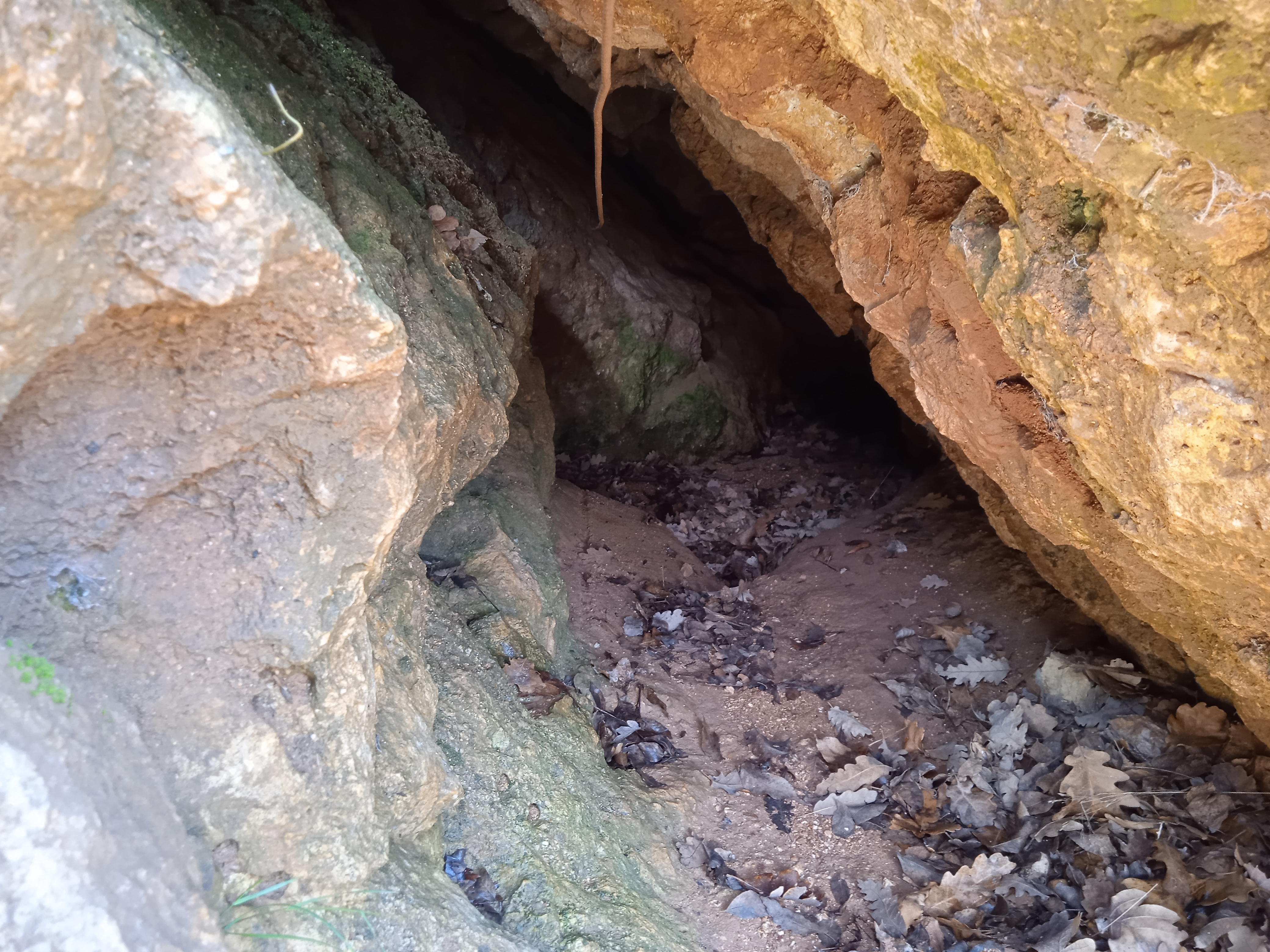
A Gánti külfejtés 5. sz. barlangjának bejárati része

2008. október 19-én Lakatos János, Molnár Gyula, Romhányi Balázs és Zentai Ferenc megállapították, hogy a hasadékból kiáramló levegő 8,3 °C-os, de a deszka alatt csak 6,4 °C-os. A végponti kürtő omladékának eltávolításával küzdöttek még aznap. 2008. november 2-án a csoport tagjai a hasadék klímamérésével és az ahhoz kapcsolódó, optimális mérőhely keresésével, illetve kialakításával foglalkoztak. A barlangban Mészáros Gábor, Gyolcsos Ferenc és Piszker Gergő észlelték (cigarettafüsttel), hogy a huzat kb. 5 cm/s sebességgel megy befelé. A külszíni hőmérséklet 19,3 °C. A barlangban sikerült kb. 5 m-t felfelé, az omlással szemben előre jutni. Megállapították, hogy a kitermelt anyagot a felszínre kell kivinni, mert nem tudnak neki kialakítani tárolóhelyet. 2008. november 6-án a csoport folytatta a felfelé hatolást omlasztással és fent bejutott egy új, omladéktalpú terembe, ahol némi kopogózás után megint tovább lehet bontani. Molnár Gyula a járatból köveket adogatott ki, Zentai Ferenc pedig a bejáratnál lévő bauxitkúpot bontotta.
2008. november 23-án Zentai Ferenc lement megnézni azt a Huzatos-hasadékban, hogy egy Dataloggert hol lehet itt elhelyezni. 2008. november 27-én Zentai Ferenc elhelyezte a hőmérséklet/páratartalom regisztráló, adatgyűjtő patront a jelenlegi végpont kürtője felett lévő oldalfülkében (három kő mögé, de a huzat útjába rejtve). Ekkor befelé mozgott a levegő. A kürtő alatt a levegő 2,6 °C, kint pedig 1,7 °C. 2008. november 29-én kb. 1 m³ anyag lett kiszállítva a barlangból. Ki lett bontva állva járhatóra a feljáró kürtő tetején lévő szűkület és meg lettek bontva a továbbjutásra alkalmasnak tűnő helyek. A legbíztatóbb a hegy belsejébe indul. 2008. december 4-én rendezve lett a barlangban lévő akna alja, majd elkezdődött a Deja vu-terem bontása. Először az egykori szűkület szelvénye lett mélyítve, majd megkezdődött az előrehatolás a sokat sejtető hasadék felé. Zentai Ferenc talajmintákat vett és eltávolította a kürtő aljába beszórt, kb. 1 m³-nyi kődugót. Ekkor Straub Veronika és Riepl Norbert is felfértek a bontási helyre, ahol részesei lehettek néhány méter járat felfedezésének.
2008. december 13-án a csoport tagjai a barlangból kb. 1 m³ anyagot szállítottak felszínre, a barlangban lévő adatgyűjtőt pedig eltávolították. A depóhely megint megfelelő a további bontáshoz. A munka végén bejárták a barlangot. Még aznap este meg lett nézve az adatrögzítő adatsora. Meg lett állapítva, hogy az alkalmas kiértékelésre, de felmerült egy felszíni, egyidejű adatsor igénye. 2009. január 8-án a HUHA (Huzatos-hasadék) Deja vu-termében a csoport üzembe helyezte a DL1-et, amely be lett programozva 10 000 –1 percenkénti mérésre (ez 6,9 nap). A barlangban 16:50-kor lett elindítva. A DL2 programja 10 000 mérés 10 percenként. Ennek lejárati ideje 69 nap (március 17). Felszíni mérőhelyén 16:30-kor lett aktiválva. Romhányi Balázsék a Deja vu-teremben, a terem ÉK-i, felső sarkában kezdtek izgalmas továbbjutási kísérletbe, miután elszűkülő járatba vezetett a lejtős É-i hasadék. Zentai Ferenc az aknába hordott anyag folyamatos átrakását végezte, hogy a műszak végén bontás nélkül ki tudjanak menni a barlangból. Ezt az anyagot ki kell vinni a felszínre az akna aljából, de még egy műszak anyaga szűken odafér. A felszínen –5, –10 °C körüli hőmérséklet lehetett, mert nagyon hideg volt a barlangban a befelé húzó légmozgás miatt.
2009. január 15-én Romhányi Balázs és Riepl Norbert bontottak a barlangban és kb. 2 m-t jutottak tovább, illetve elhozták az időközben lejárt DL1-es regisztrálót az üregből, hogy újraprogramozva vissza lehessen tenni a mérőhelyre. 2009. január 17-én Molnár Gyula, Gyolcsos Ferenc és Zentai Ferenc ismét berakták a barlangi mérőhelyre az újraprogramozott adatgyűjtőt, amely március 18-ig fogja gyűjteni az adatokat, majd megkezdték az elmúlt időszakban kitermelt anyag felszínre szállítását. 2009. március 5-én Romhányi Balázs és Mészáros Gábor bontottak a Deja vu-teremben annyit, hogy alig tudtak kijönni az aknából. A felső teremben nem lehet tovább bontani, csak akkor, ha ki van tisztítva a hely. 2009. március 15-én a csoport tagjai a barlang bejárati részét tágították, bontották. Mindkét műszer megvolt, de otthagyták azokat jövő hétig, mert Németh Tibor nem érte el a vetőfal üregébe elhelyezettet. Mivel kevesen voltak a barlangban felhalmozott depó kiszállításához, ezért azt is elhalasztották. 2009. március 21-én a kürtő aljáról eltávolították az anyagot, melyet a felszínre szállítottak. Molnár Gyula belülről, Lakatos János pedig kívülről bontotta a bejáratot. A kürtőbe egy falétrát helyeztek el, amely segíti a közlekedést, de anyagdobáláskor célszerű eltávolítani. Elvitték a regisztrálókat.
2009. április 4-én tágították a barlang bejárati részét és folytatták a félrerakott anyag kiszállítását, illetve elhelyezték a regisztrálókat. A barlangból hideg levegő áramlik kifelé. 111 nap múlva járnak le a regisztrálók. 2009. április 18-án bejárták a barlangot. A kőzetszállító konvejer terve megbukott, mert túl szűk a hasadék. Más megoldás kell, vagy szélesebb kijárati hasadék. 2009. április 25-én a csoporttagok kettétörték az aláépített nagy követ, átlyuggatták a közbülső terem alján lévő kitöltést és tágították a bejárati részt. 2009. május 3-án két fúrógéppel, feszítő kúpokkal, samukkal kb. 1,5 m³ követ távolítottak el a barlangból. (Eltüntették a fatuskóval biztosított köveket.) Bővíteni kell a bejáratot a kényelmes vödrözés miatt. Kopogózással átvizsgálták a barlang feletti vetőfalat. 2009. május 10-én a barlangbejárat felett kopogózás történt a nagyobb biztonság miatt, folytatódott a bejárat méretre alakítása, illetve a konvejer nyomvonal kitűzése és a bontás. Szétszedték és kihordták a korábban bent hagyott nagy köveket. Eltávolították a kopogózás miatt lehullott, kb. 1 m³ anyagot a barlangbejáratból.
2009. május 16-án folytatták a vödrözéshez a konvejer kiépítését és fényképeztek. 2009. május 24-én a vödörpályát vésték, de a teljes siker elmaradt. 2009. május 30-án a barlang bejáratát rendbetették és a vödörpályát akkumulátor kimerülésig tágították. 2009. június 6-án a barlangból (HU-HA) 203 vödörnyi anyag lett eltávolítva. 2009. június 13-án nagyon sok kő lett kihordva a HU-HA Közbülső-terméből. 2009. június 27-én felszereltek a barlangbejáratba egy rögzítővasat, amely majd a drótkötél végét tartja állíthatóan. A fúrás, rögzítés, átszerelés után vödörpróbát tartottak kb. 10 vödörnyi anyaggal. Megoldásra vár a belső kikötés és feszítés. 2009. július 26-án a barlangban lévő külszíni és barlangi adatgyűjtőket beszedték, mert letelt féléves mérésidejük. A barlangbejáratba nagy erők miatt vetőbreccsa omlott, melyet kilapátoltak. Megpróbálták elterelni a barlangba folyó vizeket. A csiga nyomvonalának kivésése reménytelen, más módot kell találni a kivitelezésre. 2009. augusztus 8-án a Zentai család meglátogatta a barlangot.
2009. szeptember 20-án a barlangban bontás és kőtörés történt, majd miután lemerültek a fúrógép akkumulátorai, a kőtörmeléket a felszínre kidobálták. A HU-HA-nál elkezdték a vízelvezető árok kimélyítését, de a csákány új nyele gyengének bizonyult. 2009. október 4-én a vödör útját alakították ki, állították be. A Középső-teremben kőtörés történt. A falba akasztóhorgokat raktak és kötélfeszítőt építettek be. Ezeknek a munkáknak az elvégzése után, délben két klíma adatgyűjtőt (Data Logger) helyeztek el. A DL1 a barlang felső termében, jobb oldalon, a DL2 a felszínen, a hasadék felső végénél, kődarab mögött lett elhelyezve. Lejárat: 2010. január 21-én. A Középső-teremből kb. 0,5 m³ törmeléket hordtak felszínre. 2009. október 23-án a tagok a Középső-terem és a bejárati rész köveit samuzták szét. 2009. november 1-jén 11:30-kor folytatták a Középső-terem bontását, takarítását. 14:30-kor, kb. 40–50 vödörnyi anyag kihordása után hagyták el a helyszínt a hideg idő miatt.
Az évkönyvben van kilenc olyan színes fénykép, amelyek bemutatják a barlangot és annak kutatását. Az első fényképen a kis terembe vezető lyuk, a második fényképen a lyuknál történő csákányozás, a harmadik fényképen pedig a kibővített lyuk látható. A fényképet Molnár Gyula készítette. A negyedik fényképen a barlangban végzett első (izgalmas) túra egyik pillanata figyelhető meg. A fényképet Romhányi Balázs készítette. Az ötödik fényképen a barlangból kihordott kövek egy része van bemutatva. A fényképet Zentai Ferenc készítette. A hatodik fényképen a barlangbejárat feletti vetőfalon történő kopogózás, a hetedik fényképen pedig egy kalcittömb kristályos belseje látható. A fényképeket Molnár Gyula készítette. A nyolcadik fényképen a konvejerpálya kiépítése, a kilencedik fényképen pedig a barlangbejáratra felszerelt rögzítővas figyelhető meg. A fényképeket Zentai Ferenc készítette.
A 2009. évi Karszt és Barlangban szó van arról, hogy 2009. július 12-én, a Magyar Karszt- és Barlangkutató Társulat tanulmányútján, a Hosszúharaszt-vető karsztbarlangjainak megtekintésekor először a Hamvas-barlangot, majd a Huzatos-hasadékot látogatták meg a tanulmányút résztvevői. Mindkét üregben kedvükre kúszhattak, mászhattak az érdeklődők. A beszámolóhoz mellékelve lett egy olyan fénykép, amelyen a Gánti külfejtés 5. sz. barlangjának bejárata látható. Az Alba Regia Barlangkutató Csoport 2010. évi jelentésében szó van arról, hogy az utóbbi időszak intenzív csapadékviszonyai miatt a Vetőfali-hasadék felett lévő vetőfal részről a hasadékbarlang bejárata elé folyt több 10 m³ híg, sárszerű fedőréteg, amely egyelőre ellehetetleníti a kutatást. A csoport kissé lemélyítette a barlangbejárat előtt található részt, majd elkezdte a leomlott anyag eltávolítását, de még a korábban felfedezett részekbe sem sikerült bejutni. A csoport 2011. évi beszámolójában meg van említve, hogy a csoport az elmúlt időszakban állagmegóvó tevékenységet végzett a Hosszú-haraszt vetőfalának hasadékánál.
A Polacsek Zsolt és Ba Julianna által írt, 2017. évi jelentésben az olvasható, hogy a Huzatos-barlang (Vetőfal-mögötti-hasadék) bejáratának EOV koordinátája: E 600523, N 227350, 270 m tszf. magasság (bizonytalan). Az Alba Regia Barlangkutató Csoport által 2006–2011 között feltárt barlang Csákvár külterületén, a vetőbreccsa fal egyik meggyengült, eltört része mögött fekszik. Meg lehet találni a kéziratban lévő térképvázlat használatával, de a sziklafal aljánál lévő bejárata messziről is észrevehető a sziklafallal szemben állva. A kb. 50 m hosszú barlang a kissé É felé dőlő vetőbreccsa fal mögött, a vetőbreccsa által védve jött létre. A barlang befoglaló kőzete felső triász fődolomit. Mivel ez a breccsazóna védi a barlangot a beszivárgó vizektől is, ezért az üreg aljzata a folyamatos és erős légmozgás miatt porszáraz.
A barlangban nem látott élőlényeket Polacsek Zsolt. Nem lehet biztosan tudni, hogy milyen módon alakult ki a barlang. A breccsaréteg mögött keletkezett, egyértelmű oldott formákat mutató üreg mai formájának kialakulásában kétségkívül közrejátszott a kifagyás is, amely alakította, roncsolta a barlangot. Nem ismert, hogy a barlangot milyen (fel- vagy leszálló, esetleg termális) vizek oldották ki. A barlang 2014-ben fel lett mérve. A kéziratba bekerült egy olyan, színes fénykép (67. ábra), amelyen a barlang bejárata látható. A fényképet Polacsek Zsolt készítette. A jelentésben van egy térképrészlet (63. ábra, gánti barlangbejáratok), amely bemutatja a Huzatos-barlang földrajzi elhelyezkedését.